# Križarka razreda Quantum
Quantum je razred štirih potniških križark, ki jih je (oz. bo) zgradil nemški Meyer Werft za ameriško družbo Royal Caribbean International. Ladje novega razreda so za okrog 14000 GT večje od razreda Freedom, od razreda Quantum so večje samo križarke razreda Oasis. 

## Ladje
| Ladja               | Status    | Datum vstopa v uporabo | Gros tonaža | Domače pristanišče                                         | Opombe | Slika |
| ------------------- | --------- | ---------------------- | ----------- | ---------------------------------------------------------- | ------ | ----- |
| Quantum of the Seas | V uporabi | 31. oktober 2014       | 168 666 GT  | Šanghaj                                                    | [ 6 ]  |       |
| Anthem of the Seas  | V uporabi | April 20, 2015         | 168 666 GT  | Southampton, Cape Liberty Cruise Port, Bayonne, New Jersey |        |       |
| Ovation of the Seas | V uporabi | April 2016             | 168 666 GT  | Tianjin, Kitajska                                          |        |       |
| Quantum IV          | Naročena  | 2019 (planirano)       | 168 666 GT  |                                                            |        |       |
| Quantum V           | Naročena  | 2020 (planirano)       | 168 666 GT  |                                                            |        |       |